# Ан-122
Ан-122 — проект эволюции Ан-22 «Антей».

## История
Оценив по достоинству технические показатели военно-транспортного турбовинтового самолёта Ан-22, способного взлетать с грузом до 88,45 тонн, в США приняли решение в рамках конкуренции в Холодной войне создать ещё более мощный самолёт. В результате появился военно-транспортный турбореактивный самолёт Lockheed C-5 Galaxy, который существенно превосходил по грузоподъёмности. Принимая во внимание эту ситуацию в СССР 21 июля 1966 ЦК КПСС выпустил постановление с требованием создать самолёт, способный перевозить 100—120 тонн полезной нагрузки.
Директивы были выданы Киевскому механическому заводу, согласно которым требовалось создать турбореактивный самолёт, превосходящий по характеристикам американского конкурента. Главный конструктор конструкторского бюро (КБ) А. Я. Белолипецкий возглавил группу конструкторов, которая изначально рассматривала проекты со стреловидным крылом, Т-образным оперением, а также четырьмя турбореактивными двигателями, при этом фюзеляж Ан-22 оставался прежним. Также одним из руководителей проекта являлся Н. М. Воробьёв, во 2-й половине 2010-х возглавивший направление беспилотников. Обозначенный Ан-122, новый проект самолёта позволял перевезти 80 тонн груза на дальность 3500 км. В октябре 1967 О. К. Антонов и В. Ф. Ерошин передали проект в Военно-промышленную комиссию при Совете министров СССР, который был отвергнут, так как не давал значительных преимуществ по сравнению с Ан-22 и всё ещё отставал от своего американского конкурента.